# ريساكو أوغا
ريساكو أوغا (大賀 理紗子) (4 يناير 1997 في طوكيو في اليابان – )؛ هي لاعبة كرة قدم كانت تلعب كمدافع.

## وصلات خارجية
- ريساكو أوغا على موقع قاعدة بيانات كرة القدم.إي يو (الإنجليزية)
- ريساكو أوغا على موقع Soccerway.com (الإنجليزية)
- ريساكو أوغا على موقع عالم كرة القدم.نت (الإنجليزية)